# Heavenly Nomadic
Pour plus de détails, voir Fiche technique et Distribution.
Heavenly Nomadic (en kirghize : Sutak, Сутак) est un film dramatique kirghiz réalisé par Mirlan Abdykalykov et sorti en 2015.
Il s'agit du premier film réalisé par Mirlan Abdykalykov, fils du cinéaste Aktan Abdykalykov dit Aktan Arym Kubat, qui coscénarise ce film. Auparavant Mirlan Abdykalykov a joué dans plusieurs films de son père.

## Réception
Le film est proposé comme entrée kirghize pour l'Oscar du meilleur film en langue étrangère à la 88e cérémonie des Oscars qui s'est déroulée en 2016, mais il n'est finalement pas retenu parmi les nominations. Il a toutefois obtenu plusieurs prix internationaux, dont un Nika et une récompense au Festival de Karlovy Vary.

## Fiche technique
- Réalisation : Mirlan Abdykalykov
- Scénario : Ernest Abdyjaparov et Aktan Arym Kubat
- Pays d'origine :  Kirghizistan

## Distribution
- Taalaikan Abazova : Shaiyr
- Tabyldy Aktanov : Tabyldy
- Jibek Baktybekova : Umsunai
- Jenish Kangeldiev : Ermek
- Anar Nazarkulova : Karachach
- Myrza Subanbekov : Ulan